# Leontodon graecus
Leontodon graecus ist eine Art aus der Gattung Leontodon der in der älteren Literatur als Unterart des Krausen Löwenzahns angesehen wurde. Nach seinen Merkmalen steht sie Leontodon oxylepis aus Palästina und Leontodon kotschyi aus dem Elburs-Gebirge im Iran nahe.

## Beschreibung

### Vegetative Merkmale
Leontodon graecus ist eine ausdauernde steifhaarige krautige Pflanze, die Wuchshöhen von 12 bis 30 Zentimetern erreicht. Sie bildet eine langspindelige, kräftige, senkrechte Pfahlwurzel. Die Faserwurzeln sind spärlich und haarfein. Die 1–6 Stängel sind aufrecht und an der Spitze mehr oder minder keulenförmig verdickt. Die zahlreichen Laubblätter sind in einer grundständigen Rosette angeordnet, 50–150×7–20 mm groß, schmal verkehrt lanzettlich, in den kurzen Stiel allmählich verschmälert, irregulär buchtig gezähnt und beiderseits gleichmäßig dicht mit (3), 4-, 5- und 6-strahligen Sternhaaren besetzt. Die Strahlen sind lang, schlank und regelmäßig angeordnet. Die Länge der kleinsten Sternhaare ist 120–160 μm, der mittelgroßen 200–240 μm, der größten 250–550 μm. Da die Sternhaare verschieden lang gestielt sind, breiten sich ihre Strahlen gleichsam in mehreren Schichten aus und das Indument wird besonders dicht filzig. Der Stängel ist gleichmäßig von kurzen Sternhaaren wie auf den Blättern bedeckt.
Die Hüllblätter sind meist auf der ganzen Fläche sternhaarig wie die Blätter oder zusätzlich mit längeren, leicht wellig gebogenen 2- bis 3-spaltigen Haaren am Hüllblattrücken; seltener kleine Sternhaare am Randsaum und längere längs des Mittelstreifens.

### Generative Merkmale
Leontodon graecus hat mittelgroße Köpfe, die vor der Anthese nicken. Die 12 bis 15 Millimeter lange Blütenhülle verlängert sich im Fruchtstadium auf 19 Millimeter. Die inneren Hüllblätter sind kahl oder auf den Mittelnerven behaart, die äußeren Hüllblätter sind am Rande dicht mit 2–5 strahligen Sternhaaren behaart. Die gelben Blüten sind doppelt so lang wie die Hülle und unterseits oft rotgestreift. Die 15 bis 20 Millimeter langen Achänen sind alle gleichgestaltet, von der Mitte an in einen kurzhaarig-rauen 5 bis 7 Millimeter langen Schnabel zusammengezogen, kurz borstig behaart. Der düster-weiße Pappus ist etwa halb so lang wie die Achäne und wird aus zwei Reihen von bis an den Grund dicht federigen Borsten gebildet; die der äußeren Reihe sind kürzer als die inneren.
Die Chromosomenzahl beträgt 2n = 8.
Die Blütezeit reicht von April bis Juli.

## Verbreitung
Die Art kommt in Süd-Griechenland, im Peloponnes, in Zentralgriechenland und auf den Ionischen Inseln sowie den Westägäischen Inseln vor. Sie hat vier isolierte Vorkommen auf Chios.

## Habitat
Sie kommt auf steinigen Hängen und Felsen, in steinigen Rasen mit zwischen Felsen zumeist in Schwarzkiefern- und Griechischen-Tannen-Wäldern sowie in der Phrygana vor. 

## Synsoziologie
Die Art wird von Euböa aus der Krautschicht von Wäldern der Mazedonischen Eiche beschrieben.

## Taxonomie
Die Art wurde von Boissier und Heldreich 1849 in Diagn. P. Orient. ser 1, 11: 39 erstbeschrieben.